# معايرة بالفضة
في الكيمياء المعايرة بالفضة هي نوع من أنواع المعايرة التي تتضمن استخدام أيونات الفضة (الأحادية) من أجل إجراء تحليل كمي لأنيون محدد.
تعتمد هذه الطريقة على ضعف انحلالية بعض مركبات الفضة في الماء، حيث يتم تفاعل ترسيب لها، وخاصة لأنيونات الهاليدات المختلفة، كما هو الحال في تحليل الكلوريد على سبيل المثال.
{\displaystyle \mathrm {Ag^{+}(aq)+X^{-}(aq)\longrightarrow AgX\downarrow } }

## طريقة فولهارد
تتضمن طريقة فولهارد إضافة زيادة من نترات الفضة إلى الوسط، ثم بترشيح كلوريد الفضة المترسب، ثم بمعايرة نترات الفضة المتبقية باستخدام ثيوسيانات الأمونيوم.
{\displaystyle \mathrm {Ag^{+}(aq)+NO_{3}^{-}(aq)+SCN^{-}(aq)\longrightarrow AgSCN\downarrow +NO_{3}^{-}(aq)} }
يستخدم في هذه المعايرة كاشف من كبريتات الأمونيوم والحديد الثلاثي والذي يعطي مركب أحمر اللون من ثيوسيانات الحديد الثلاثي.
{\displaystyle \mathrm {3\ NH_{4}SCN(aq)+NH_{4}Fe(SO_{4})_{2}(aq)\longrightarrow Fe(SCN)_{3\ (red)}+4\ NH_{4}^{+}+2\ SO_{4}^{2-}} }
تنسب هذه الطريقة إلى مكتشفها الكيميائي الألماني ياكوب فولهارد.

## طريقة مور
في طريقة مور يستخدم مركب كرومات البوتاسيوم كاشفاً كيميائياً، والذي يعطي مركب كرومات الفضة أحمر اللون، بعد أن تكون كافة أيونات الكلوريد قد تفاعلت:
{\displaystyle \mathrm {Cl_{(aq)}^{-}+Ag_{(aq)}^{+}\longrightarrow AgCl\downarrow } }
{\displaystyle \mathrm {CrO_{4(aq)}^{2-}+2\ Ag_{(aq)}^{+}\longrightarrow Ag_{2}CrO_{4}\downarrow } }
ينبغي أن يكون وسط التفاعل معتدلاً لتجنب تشكل هيدروكسيد الفضة عند قيم pH مرتفعة.
تنسب هذه الطريقة إلى مكتشفها الكيميائي الألماني كارل فريدريش مور

## طريقة فايانز
تعد طريقة فايانز من الطرق المباشرة لتحديد كمية الهاليدات في الوسط باستخدام محلول قياسي من نترات الفضة، وفيها يستخدم مركب ثنائي كلورو الفلوريسين كاشفاً كيميائياً، حيث يتم الكشف عن نقطة انتهاء المعايرة عند تحول المعلق من اللون الأخضر إلى الزهري. إذ أنه عند نقطة التكافؤ يصبح معلق هاليد الفضة الغرواني ذا شحنة موجبة مما يؤدي إلى تغير لون الكاشف.
تنسب هذه الطريقة إلى مكتشفها الكيميائي البولندي كازيميرز فايانز Kazimierz Fajans